# Nowy Folwark (województwo opolskie)
Nowy Folwark (niem. Sandvorwerk) – wieś w Polsce, położona w województwie opolskim, w powiecie namysłowskim, w gminie Namysłów.
W latach 1975–1998 miejscowość położona była w województwie opolskim.

## Nazwa
W alfabetycznym spisie miejscowości na terenie Śląska wydanym w 1830 roku we Wrocławiu przez Johanna Knie wieś występuje pod polską nazwą Rozny Wolwark i dwiema niemieckimi nazwami Sand Vorwerk oraz Neu Vorwerk we fragmancie Rozny Wolwark, polnischer Name von Sand oder Neu Vorwerk".